# إنزو بيتريليا
إنزو بيتريليا (بالإيطالية: Enzo Petriglia) (مواليد 27 سبتمبر 1946) هو ملاكم إيطالي، مثّل بلاده في الألعاب الأولمبية الصيفية 1968.

## روابط خارجية
إنزو بيتريليا على موقع بوكس ريك (الإنجليزية) (registration required)
- إنزو بيتريليا على موقع اللجنة الأولمبية الدولية (الإنجليزية)
- إنزو بيتريليا على موقع أوليمبيديا (الإنجليزية)